# Loki (televíziós sorozat)
A Loki 2021-től vetített amerikai szuperhős sorozat, amelyet Michael Waldron készített a Disney+ számára. A zenéjét Natalie Holt szerezte. Az élőszereplős játékfilmsorozat producerei Kevin Feige, Louis D'Esposito, Victoria Alonso, Stephen Broussard, Kate Herron és Michael Waldron. A főszerepekben Tom Hiddleston, Owen Wilson, Gugu Mbatha-Raw és Wunmi Mosaku láthatók. A websorozat a Marvel Studios gyártásában készült, a Disney Platform Distribution forgalmazásában jelent meg. A sorozat 2021. június 9-én indult el az Amerikai Egyesült Államokban. Magyarországon 2022. június 14-én jelent meg a szinkronizált változat. 
Ez a Marvel által készített harmadik televíziós sorozat, amely az Marvel-moziuniverzum (MCU) történéseihez tartozik.
2020 novemberében berendelték a sorozat második évadját.

## Cselekmény
Miután Loki 2012-ben ellopta a Tesseractot (Bosszúállók: Végjáték), a Téridő Variancia Alapítvány (időn és téren kívül létező, az idővonalat figyelő bürokratikus szervezet) elfogja, mivel galibát okozott a múltban. Lokinak választási lehetőséget adnak, vagy törlik a létezésből mivel egy "idő variáns", vagy segít nekik. Loki végül segít nekik. Loki végül a saját krimijébe keveredik, ahol az időben utazva saját maga női változatára, Sylvie-re vadászik.
Miután az idővonal elszakadt és egy multiverzum jött létre, Loki összefog Mobius M. Mobiusszal, a B-15-ös vadásszal és más TVA ügynökökkel "a TVA lelkéért" folytatott harcban. Ez magában foglalja Sylvie, Ravonna Renslayer és Percike keresését a multiverzumban.

## Szereplők

### Főszereplők
| Szereplő                | Színész            | Magyar hang       | Leírás | Évad |
| ----------------------- | ------------------ | ----------------- | --- | ---- |
| Loki                    | Tom Hiddleston     | Csőre Gábor       | Thor fogadott testvére és a csínytevés istene, az azonos nevű skandináv mitológiai isten alapján. Ez a Loki egy alternatív változat, aki egy új idővonalat hozott létre 2012-től kezdődően. A 2. évad végén átveszi a megmaradó helyét az idő végén, ezzel a történetek istenévé és a multiverzum őrzőjévé válik. | 1–   |
| Ravonna Renslayer       | Gugu Mbatha-Raw    | Nemes Takách Kata | Az egykori TVA A-23-as vadásza, aki a ranglétrán emelkedett fel, és elismert bíró lett; ő felügyeli a Loki-variánsok nyomozását. Miután A megmaradó meghalt eltűnt. | 1–   |
| B-15-ös vadász          | Wunmi Mosaku       | Hay Anna          | A Téridő Variancia Alapítvány magasrangú vadásza. | 1–   |
| Casey                   | Eugene Cordero     | Dankó István      | A Téridő Variancia Alapítvány recepciósa. | 1–   |
| Percike                 | Tara Strong (hang) | Haffner Anikó     | A Téridő Variancia Alapítvány rajzfilm figurája. | 1–   |
| Mobius M. Mobius        | Owen Wilson        | Crespo Rodrigo    | A Téridő Variancia Alapítvány nyomozója. | 1–   |
| Sylvie                  | Sophia Di Martino  | Gáspár Kata       | Loki női változata, aki megölte A megmaradót. Majd 1982-ben egy McDonald's-ban kezd el dolgozni. | 1–   |
| C-20-as vadász          | Sasha Lane         |                   | A Téridő Variancia Alapítvány vadásza, akit Sylvie elrabolt. | 1.   |
| Gyerek Loki             | Jack Veal          |                   | Ez a variáns Thor megölésével hozott létre időelágazást és emiatt kerül a Veremre. Saját magát tartja a hely királyának. | 1.   |
| Nagyképű Loki           | DeObia Oparei      | Schneider Zoltán  | Ez a variáns kalapácsforgató és mindig túlzó hőstetteiről mesél. A Verem ura akar lenni. | 1.   |
| Klasszikus Loki         | Richard E. Grant   | Hirtling István   | Ez a variáns eljátszotta halálát Thanos előtt majd elszökött egy idegen bolygóra, ahol magányra ítélte magát. Egy idő után már túl egyedül érezte magát és hiányzott neki Thor meg a többiek, ezért távozni akart a kietlen bolygóról...ekkor kapta el őt a hatóság.                                              | 1.   |
| A megmaradó             | Jonathan Majors    | Schmied Zoltán    | Kang, a hódító egyik variánsa. 31. századi tudós, aki ezért hozta létre a TVA-t, hogy megmentse az idővonalat az önmaga gonosz variánsaitól. | 1–   |
| Victor Timely           | Jonathan Majors    | Schmied Zoltán    | Kang, a hódító egyik variánsa. Egy férfi az 1900-as évek elején, aki futurisztikus technológiát mutat be a tömegnek. | 2.   |
| X-5 vadász / Brad Wolfe | Rafael Casal       | Dékány Barnabás   | TVA vadász. Később megtalálta az igazi életét a Szent Idősíkon, és egy Brad Wolfe nevű színész vált belőle. | 2.   |
| Dox tábornok            | Kate Dickie        | Murányi Tünde     | TVA tábornok és a bírói tanács tagja. | 2.   |
| Gamble bíró             | Liz Carr           | Bodor Böbe        | Egy TVA bíró. | 2.   |
| D-90-es vadász          | Noel Ellise        | Varga Gábor       | TVA vadász. | 1-   |
| Oroborosz "OB"          | Ke Huy Quan        | Karácsonyi Zoltán | A TVA műszaki és javítási ügynöke. | 2.   |
| Rablóbáró               | Richard Dixon      | Bácskai János     | Iparos, aki egy hibás találmányt vásárol Victor Timelytől az 1893-as chicagói világkiállításon. | 2.   |

### Mellékszereplő
| Szereplő          | Színész                | Magyar hang       | Leírás | Évad |
| ----------------- | ---------------------- | ----------------- | --- | ---- |
| Elnök Loki        | Tom Hiddleston         | Csőre Gábor       | Ezt a variánst saját idősíkján elnökké választották, mellyel időelágazást okozott. Más Loki-variánsokból álló seregével próbál uralkodni a Veremben. | 1.   |
| Rebecca Tourminet | Gugu Mbatha-Raw        | Nemes Takách Kata | Ravonna korábbi énje, aki egy ohio-i iskola igazgatója.                                                                                              | 1.   |
| Az Időőrök        | Jonathan Majors (hang) | Schmied Zoltán    | Beprogramozott, "agyatlan" androidok, akiket a Megmaradó írányított.                                                                                 | 1.   |
| Sif               | Jaimie Alexander       | Balogh Anna       | Asgardi harcos, Thor gyermekkori barátja, az azonos nevű isten alapján.                                                                              | 1.   |
| Throg             | Chris Hemsworth (hang) | Nagy Ervin        | Thor állat változata. | 1.   |
| Aligátor Loki     | nem szólal meg         | nem szólal meg    | Nagyképű Loki elmondása alapján ez a Loki azért hozott létre időelágazást mert rossz szomszéd macskáját ette meg.                                    | 1.   |
| Dr. Willis        | Wunmi Mosaku           | Hay Anna          | B-15-ös vadász korábbi énje, aki 2012-ben gyerekorvos New Yorkban.                                                                                   | 2.   |
| 5E-es vadász      | Eugene Cordero         | Dankó István      | A múltbeli TVA egyik vadásza. | 1.   |
| Frank Morris      | Eugene Cordero         | Dankó István      | Casey korábbi énje, aki egy hírhedt bankrabló és Alcatrazból szökött szökevény.                                                                      | 2.   |
| A.D. Doug         | Ke Huy Quan            | Karácsonyi Zoltán | Oroborosz korábbi énje, aki 1994-ben elméleti fizika tanár a Caltech-en és bukott sci-fi író Pasadenában.                                            | 2.   |
| Don               | Owen Wilson            | Crespo Rodrigo    | Mobius korábbi énje, aki 2022-ben jet ski eladó és egyedülálló apa Clevelandban.                                                                     | 2.   |

### Magyar változat
- Magyar szöveg: Gáspár Bence
- Szinkronrendező: Tabák Kata
- Keverőstúdió: Shepperton International

A szinkront a Mafilm Audio Kft. készítette.

## Epizódok
| Évad | Évad | Epizódok | Eredeti sugárzás | Eredeti sugárzás  | Magyar sugárzás  | Magyar sugárzás    |
| Évad | Évad | Epizódok | Évadpremier      | Évadfinálé        | Évadpremier      | Évadfinálé         |
| ---- | ---- | -------- | ---------------- | ----------------- | ---------------- | ------------------ |
|      | 1    | 6        | 2021. június 9.  | 2021. július 14.  | 2022. június 14. | 2022. június 14.   |
|      | 2    | 6        | 2023. október 5. | 2023. november 9. | 2023. október 6. | 2023. november 10. |

## Gyártás
2018 szeptemberében a Marvel Studios bejelentette, hogy számos Marvel-sorozat készül a Disney+-ra, köztük a Loki sorozat. Bob Iger, a Disney vezérigazgatója novemberben megerősítette, hogy Tom Hiddleston visszatér a címszereplő megformálására. Michael Waldront lett a főírója és a vezető producere a sorozatnak. 2019 augusztusában kiderült, hogy Kate Herron lesz az első évad rendezője.

## Forgatás
A sorozatot 2020 januárjában kezdték el forgatni Atlanta-ban. 2020. március 14-én a koronavírus miatt leálltak a forgatással. 2020 szeptemberében újra elkezdték forgatást. Decemberében fejezték be.
A második évadot 2022 januárjában kezdték el forgatni.